# یاکوب پیوتروفسکی
یاکوب پیوتروفسکی (لهستانی: Jakub Piotrowski؛ زادهٔ ۴ اکتبر ۱۹۹۷) بازیکن فوتبال اهل لهستان است.
از باشگاه‌هایی که در آن بازی کرده است می‌توان به باشگاه فوتبال پوگون شچچین اشاره کرد.
وی همچنین در تیم‌های ملی فوتبال زیر ۱۹ سال لهستان، زیر ۲۰ سال لهستان، زیر ۲۱ سال لهستان، و لهستان بازی کرده است.